# Sampson Boafo
Sampson Kwaku Boafo ist der amtierende ghanaische Staatsminister für Kultur und Angelegenheiten der Häuptlinge. Boafo ist ausgebildeter Jurist und seit 1973 in der Liste der Anwälte in Ghana eingetragen.
Boafo war bis Mai 2006 Regionalminister der Ashanti Region. Als Mitglied der New Patriotic Party (NPP) ist Boafo Mitglied des ghanaischen Parlaments für den Wahlkreis Subin. Boafo hat verfolgt unter anderem den Plan, ghanaische Chiefs an einem Royal College for Chiefs auszubilden und diesen so eine gute Basis in Rechtskunde und Verwaltungswissenschaft zu geben.